# Grapa (anatomia)

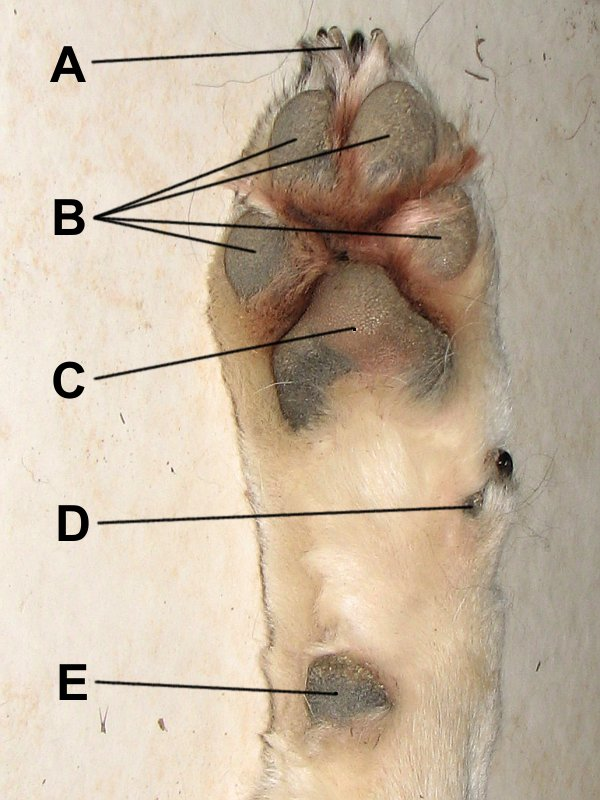
Grapa frontal d’un gos que mostra A) urpa, B) coixinets digitals, C) coixinet metacarpal, D) esperons, E) coixinet carpal.

Una grapa en sentit anatòmic és el peu tou d’un mamífer, generalment un quadrúpede, que té urpes o ungles. El peu dur s'anomena peülla. Les grapes es fan servir per encoixinar els peus quan es camina i incrementar el fregament. L'urpa és una part de la grapa i també inclou les urpes d’ocells.

## Característiques comunes
Les grapes consten generalment de dues capes; el subunguis, el teixit intern, el gra del qual és paral·lel a la direcció de creixement a partir de la matriu ungular, i l’unguis, un teixit queratinós i dur format per fibres el gra de les quals va perpendicular a la direcció de creixement. Com que l’unguis creix més de pressa, la grapa es va afusant cap a l'extrem adoptant la forma punxaguda típica.

## Animals amb urpes
- Membres de la família Canidae com el gos i la guineu
- Felidae, com el gat i el tigre
- Os i os rentador
- Mustèlids
- Rosegadors

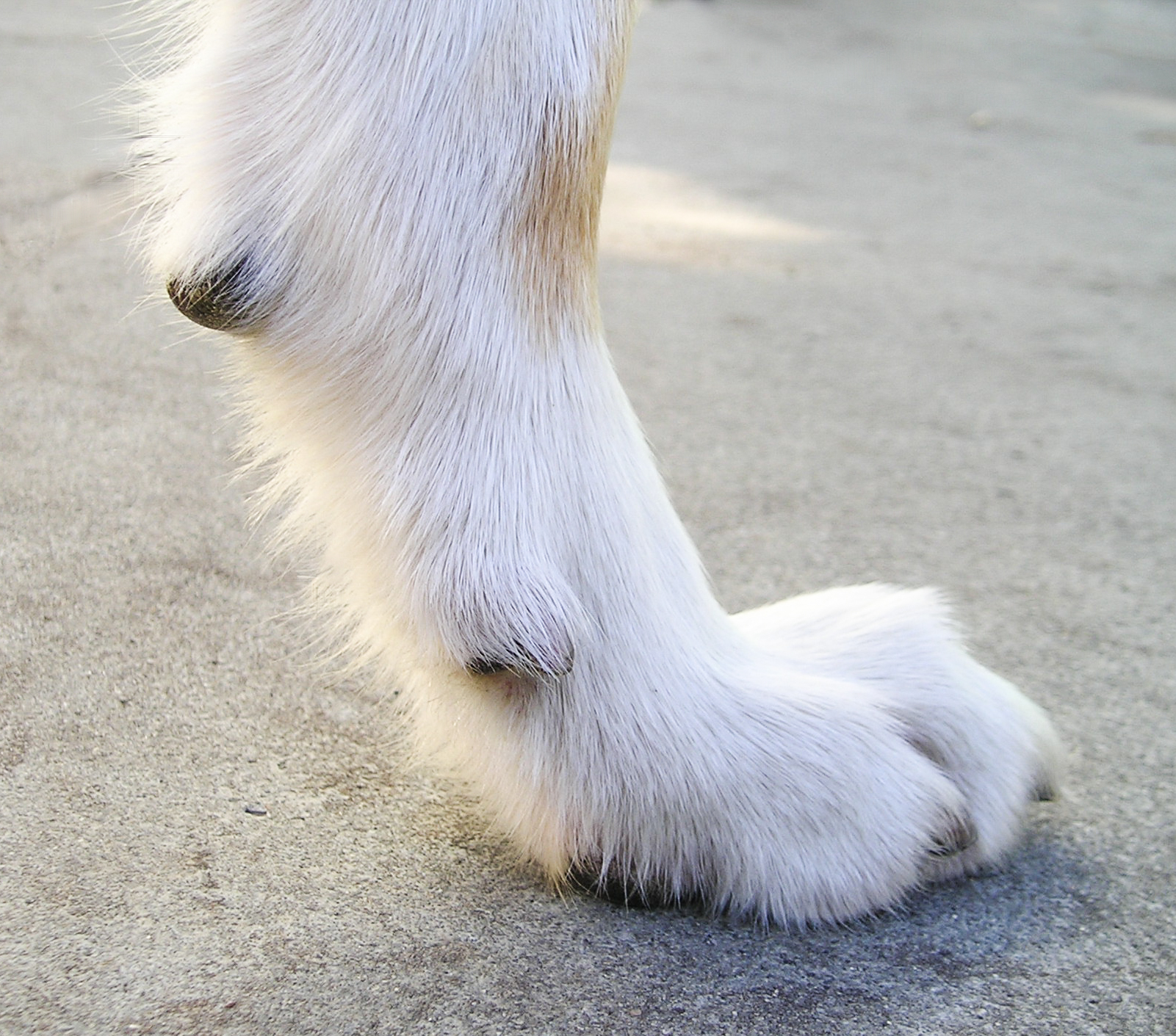
Grapa de gos.
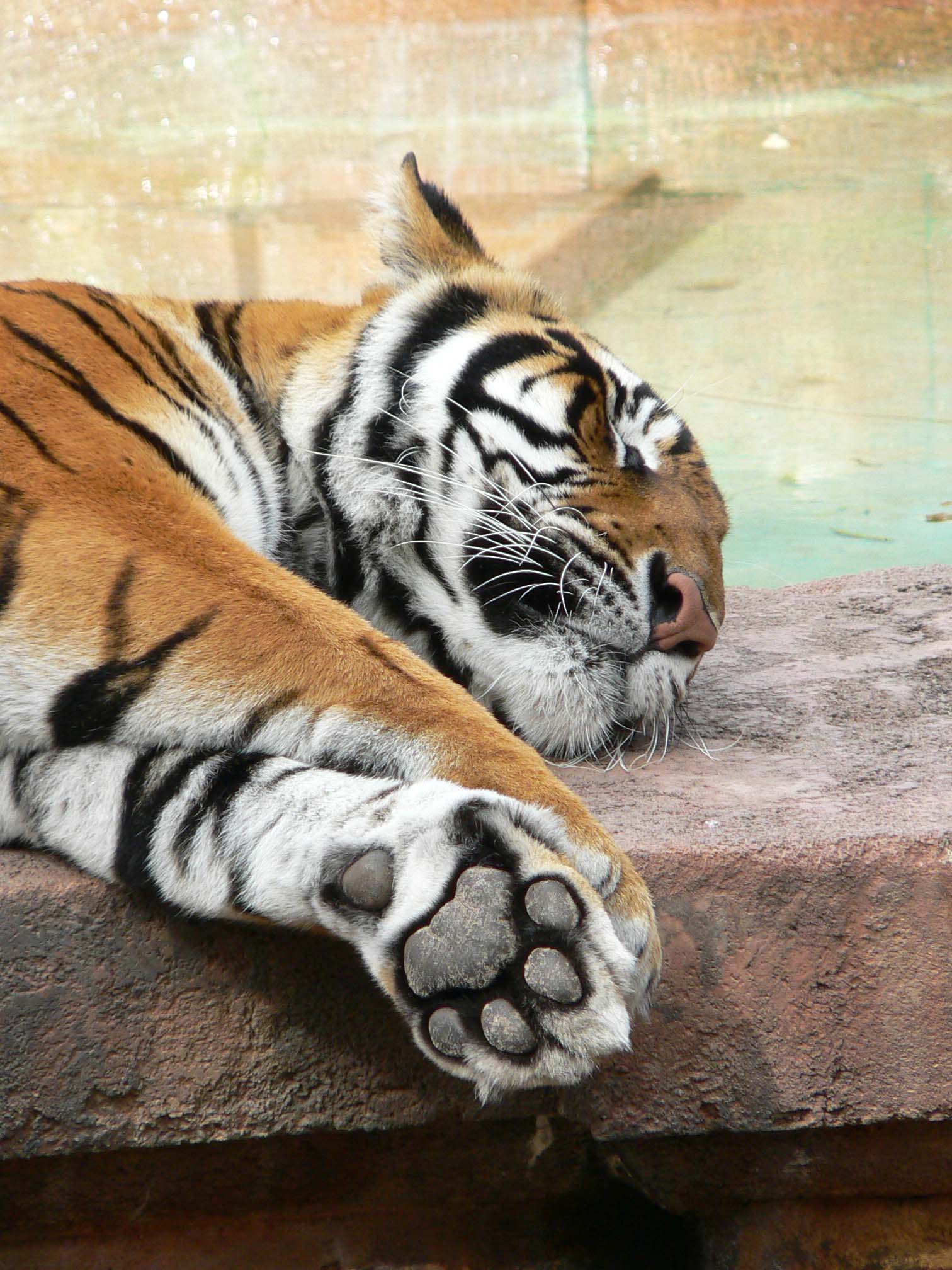
Grapa de tigre.